# Vlag van Fexhe-le-Haut-Clocher
De vlag van Fexhe-le-Haut-Clocher is op onbekende datum bij raadsbesluit vastgesteld als de vlag van de Luikse gemeente Fexhe-le-Haut-Clocher. De vlag kan als volgt worden beschreven:
De vlag is rood-wit verdeeld door een driemaal onderbroken lijn in een rechte hoek, beginnend bij het derde vierde van de bovenrand van de vlag en tot aan het eerste vierde van de onderrand van de vlag.
De vlag komt overeen met het vlagontwerp van de Raad van Heraldiek en Vexillologie (Frans: Conseil d’héraldique et de vexillologie).
De kleuren van de vlag zijn afkomstig van het gemeentewapen. De vijf segmenten die de trapvormige lijn vormen, herinneren waarschijnlijk aan de vijf deelgemeenten van de gemeente. Het rode deel van de vlag moet ook herinneren aan de "F", de beginletter van Fexhe-le-Haut-Clocher.